# Liga voor Mensenrechten
De Liga voor Mensenrechten is een onafhankelijke Belgische vzw die "onrechtvaardigheden en willekeurige aanslagen op de rechten van het individu of van de gemeenschap" bestrijdt en baseert zich hiertoe op Belgische wetgeving en verdragen zoals de Universele Verklaring van de Rechten van de Mens, het Internationaal verdrag inzake burgerrechten en politieke rechten en het Europees Verdrag voor de Rechten van de Mens. 
De Liga is lid van de Internationale Federatie voor de Mensenrechten en werkt hoofdzakelijk rond detentie, discriminatie, privacy en de spanning tussen vrijheid en veiligheid. 

## Geschiedenis
Op 8 mei 1901 richtte Eugène Monseur de Belgische Liga voor de Rechten van de Mens (Ligue Belge des Droits de l’Homme) op in navolging van de Franse mensenrechtenliga die in 1898 werd opgericht in het kielzog van de Dreyfusaffaire. Tijdens de Eerste en de Tweede Wereldoorlog moesten de activiteiten worden gestaakt.
In 1954 hebben enkele advocaten de organisatie heropgericht als Belgische Liga voor de Verdediging van de Rechten van de Mens / Ligue Belge pour la Défense des Droits de l’Homme. Emile Vandervelde, Georges Lorand, Max Gottschalk, Henri Rolin, Régine Orfinger-Karlin, Georges Aronstein, Henry Botson en Marc De Kock speelden een vooraanstaande rol. 
Op 1 maart 1979 werd de unitaire vereniging gesplitst in de Nederlandstalige Liga voor Mensenrechten en de Franstalige Ligue des Droits de l'Homme. 
In 1991 reikte de Liga de eerste Prijs voor Mensenrechten uit die sindsdien elk jaar rond de dag van de mensenrechten wordt toegekend aan een persoon, organisatie of initiatief die zich het voorbije jaar verdienstelijk heeft gemaakt op het vlak van mensenrechten. 
In 2004 heeft de Liga drie vzw's verbonden met het Vlaams Blok gedagvaard wegens racisme wat na de cassatie van een aanvankelijke niet-veroordeling door het hof van beroep in Antwerpen leidde tot een veroordeling door het hof in Gent. Hiervoor kreeg de Liga op 21 juli de Prijs voor de Democratie samen met het Centrum voor Gelijkheid van Kansen. 
In 2010 startte de Liga in navolging van Privacy International met de jaarlijkse uitreiking van Big Brother Awards aan notoire privacyschenders.
In 2017 betwist de Liga de hervorming van het Hof van Assisen voor het Grondwettelijk Hof omdat het "terugschroeven van de assisenprocedure rechtsongelijkheid creëert".
In 2020 besliste de Liga om samen met de Franstalige evenknie een pand aan te kopen in Brussel om de krachten te bundelen. De Gentse locatie in de Gebroeders De Smetstraat 75 werd na een geslaagde crowdfunding en verbouwing verruild voor het Huis van Mensenrechten in de  Leopold II-laan 53.
| Periode   | Voorzitter        |
| --------- | ----------------- |
| 1979-1997 | André De Becker   |
| 1997-2004 | Paul Pataer       |
| 2004-2017 | Jos Vander Velpen |
| 2017-     | Kati Verstrepen   |